# Hagia Sofia
För andra betydelser, se Hagia Sofia (olika betydelser).

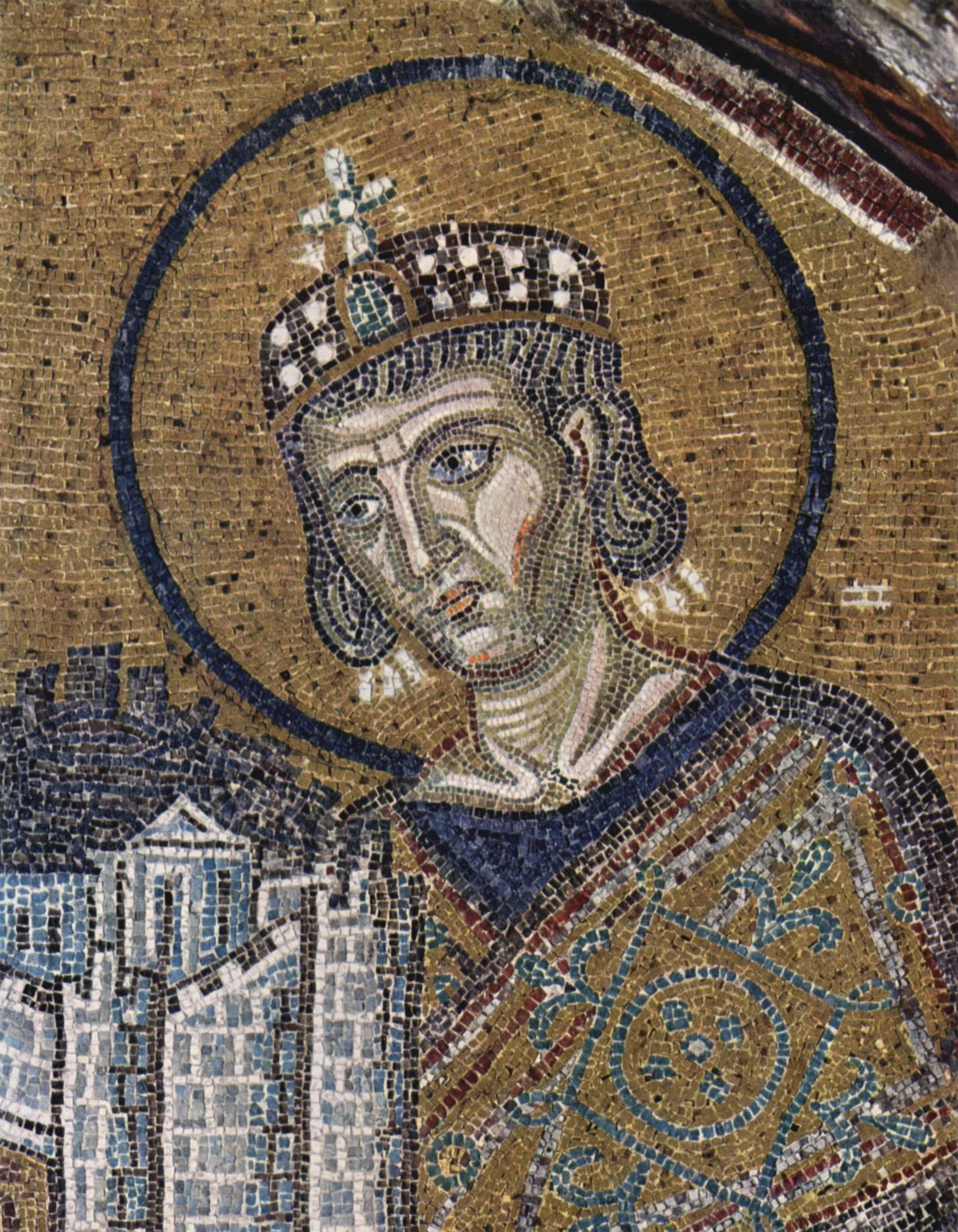
Konstantin den store med en modell av sin nya huvudstad.
Mosaik omkring år 1000.

Hagia Sofia (turkiska: Ayasofya; grekiska: Ἁγία Σοφία/Hagia Sofía (uttalas [hággia Sofí:a], "Heliga visheten"); latin: Sancta Sophia eller Sancta Sapientia) är en moské i den europeiska delen av Istanbul i Turkiet. Byggnaden uppfördes ursprungligen som en kristen kyrka åren 532–537 av Justinianus I. Till följd av brytningen mellan den västliga och östliga kristenheten blev den senare förknippad med den grekisk-ortodoxa kyrkan.
Efter omkring 900 år som kristen kyrka omvandlades den till moské efter Konstantinopels fall år 1453 och användes sedan som sådan i 481 år. Byggnaden blev år 1934 ett museum efter beslut av Turkiets president Kemal Atatürk och utsågs till världsarv av UNESCO. Museistatusen upphävdes 2020 av den turkiska högsta förvaltningsdomstolen, varpå president Recep Tayyip Erdoğan deklarerade att byggnaden åter skulle användas som moské.
Hagia Sofia är den bysantinska arkitekturens mästerverk och har sedan dess uppförande väckt världens beundran. Kyrkan intog en viktig plats i den bysantinska propagandan där den betraktades som acheiropoiet (grekiska: "ej av människohand") – ett rum där de jordiska och himmelska sfärerna möttes och som återspeglade Guds kosmiska ordning. Med patriarken Germanos ord: "Kyrkan är den jordiska himmel där övre himlens Gud dväljs och rör sig; mässan är återskenet av en mässa utan slut som änglarna håller i himlen." Samma byggnad betraktades av muslimer som den fulländade moskén, "den översta himlen", och den blev en förebild även inom islamisk arkitektur. Hagia Sofia är fortfarande en av världens mest imponerande byggnader.
Det centrala rummet i Hagia Sofia täcks av en mäktig kupol och omges av gallerier i två våningar. De ursprungliga mosaikerna och de mångfärgade marmorplattorna återspeglade ljuset från de många fönstren och levande ljusen. Exteriört har Hagia Sofia byggts om i etapper och tillförts minareter och nödvändiga förstärkningar.

## Den heliga visheten
Benämningen "Den heliga visheten" är ett namn som Hagia Sofia i Istanbul delar med ett flertal andra ortodoxa kyrkor. Sofia betyder vishet på grekiska och syftar på Sofia, ett av Guds aktiva attribut som finns omnämnt i Ordspråksboken 9:1: "Visheten har byggt sig ett tempel. Hon har huggit sitt heliga sjutal av pelare", en text som ofta användes vid kyrkoinvigningar.
Då Hagia Sofia byggdes utgjorde kyrkan huvudnumret i kejsar Justinianus omfattande byggnadsprogram som syftade till att manifestera den kejserliga närvaron runtom i riket samtidigt som det framhävde dess enhet. Namnet, som naturligtvis i första hand syftade på Kristi vishet, var synnerligen väl valt: Å ena sidan återspeglade det subtilt den kristna syntesen mellan judisk och grekisk filosofi samtidigt som hedningar, som fortfarande var vanliga i riket, kunde avläsa det som ett mer allmänt vishetsbegrepp (liksom även muslimer långt senare lät moskén behålla detta namn). Å andra sidan undveks den kvistiga frågan om Kristi natur vilket, då kyrkan var av central betydelse för kejsarkulten, framhävde kejsarens statsmannaklokhet och hans roll som Kristi ställföreträdare på jorden.

## Historia

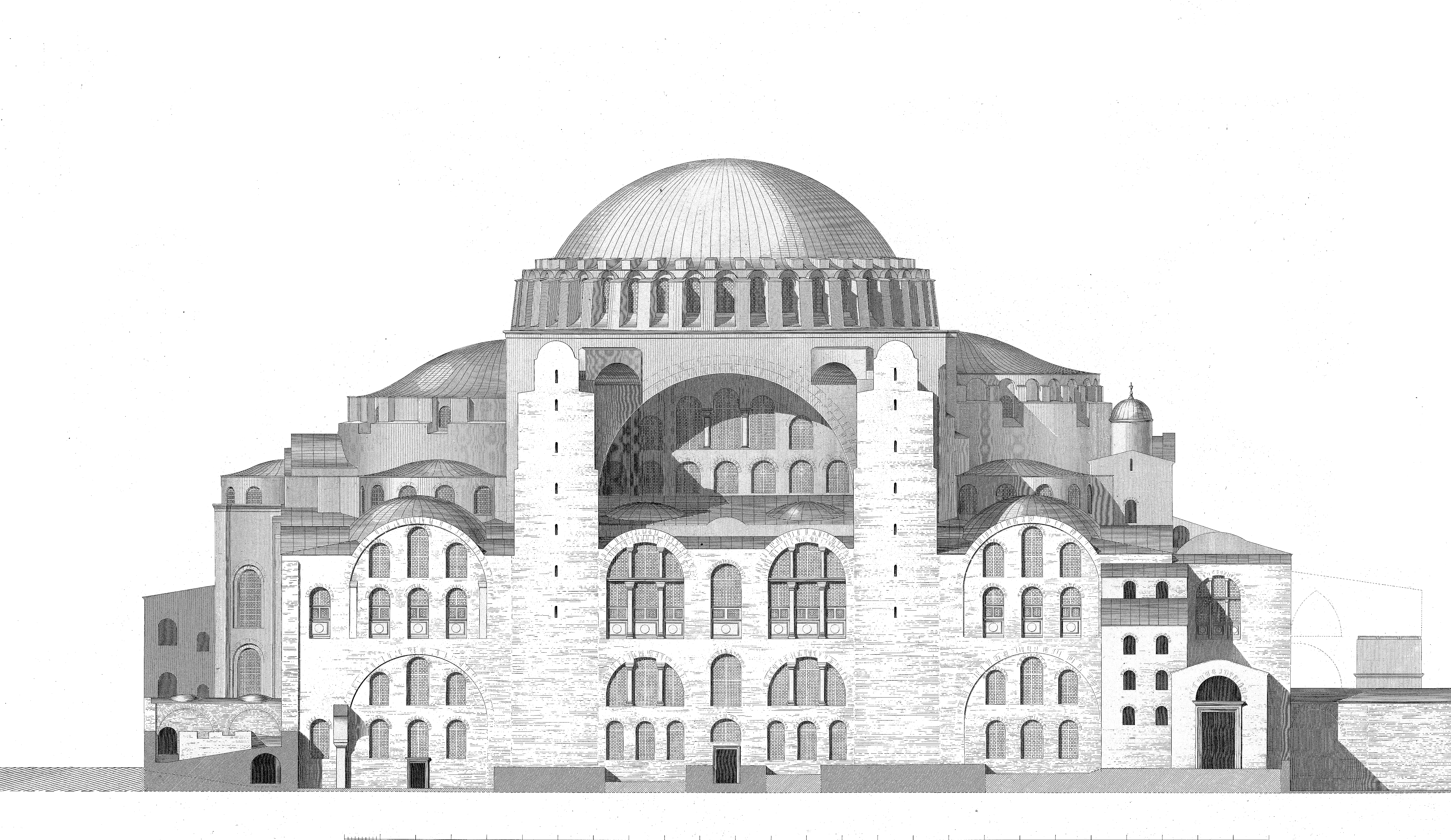
Hagia Sofia.

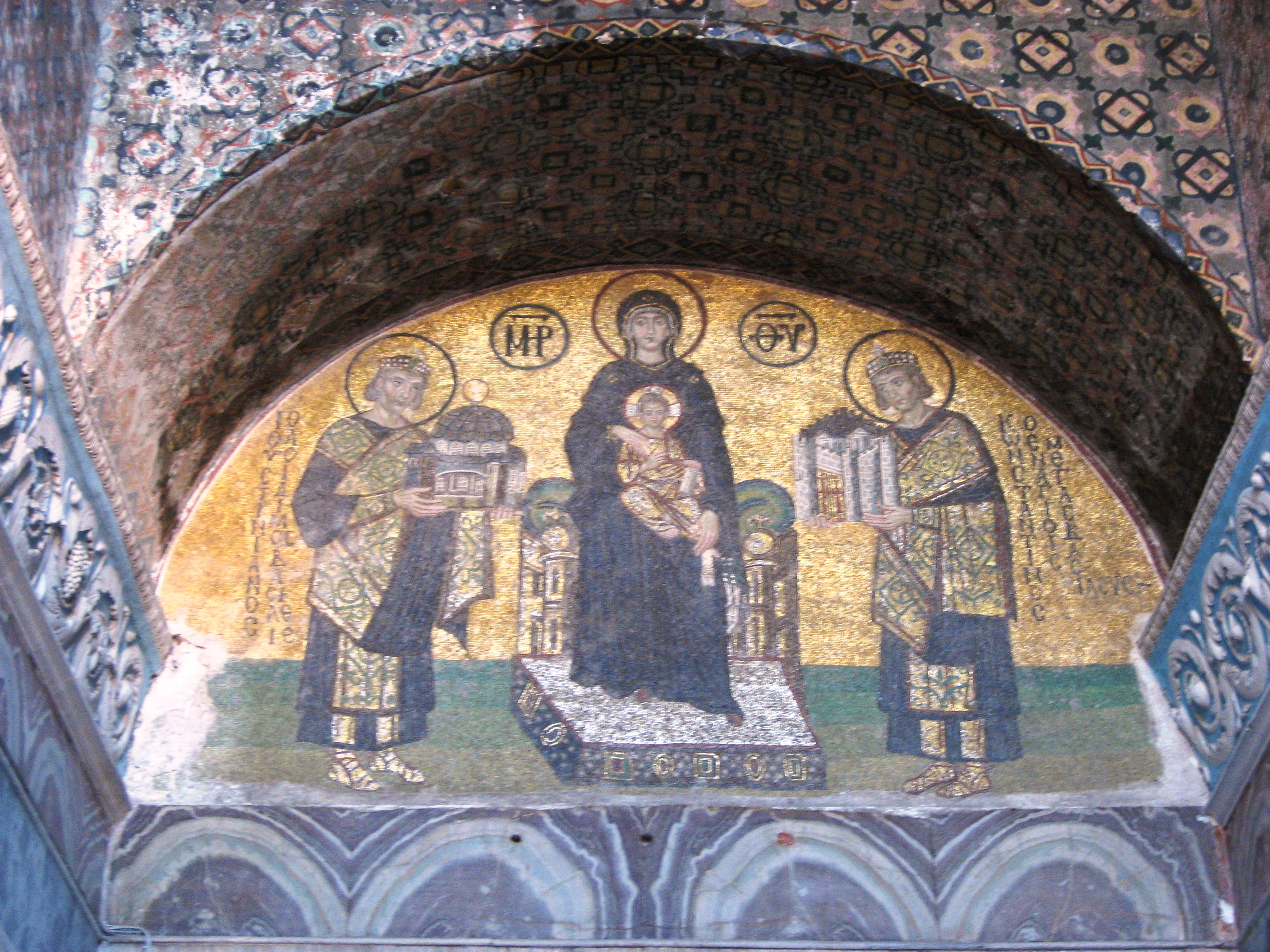
Mosaik som framställer Jungfru Maria med Jesusbarnet, flankerade av Justinianus och Konstantin.

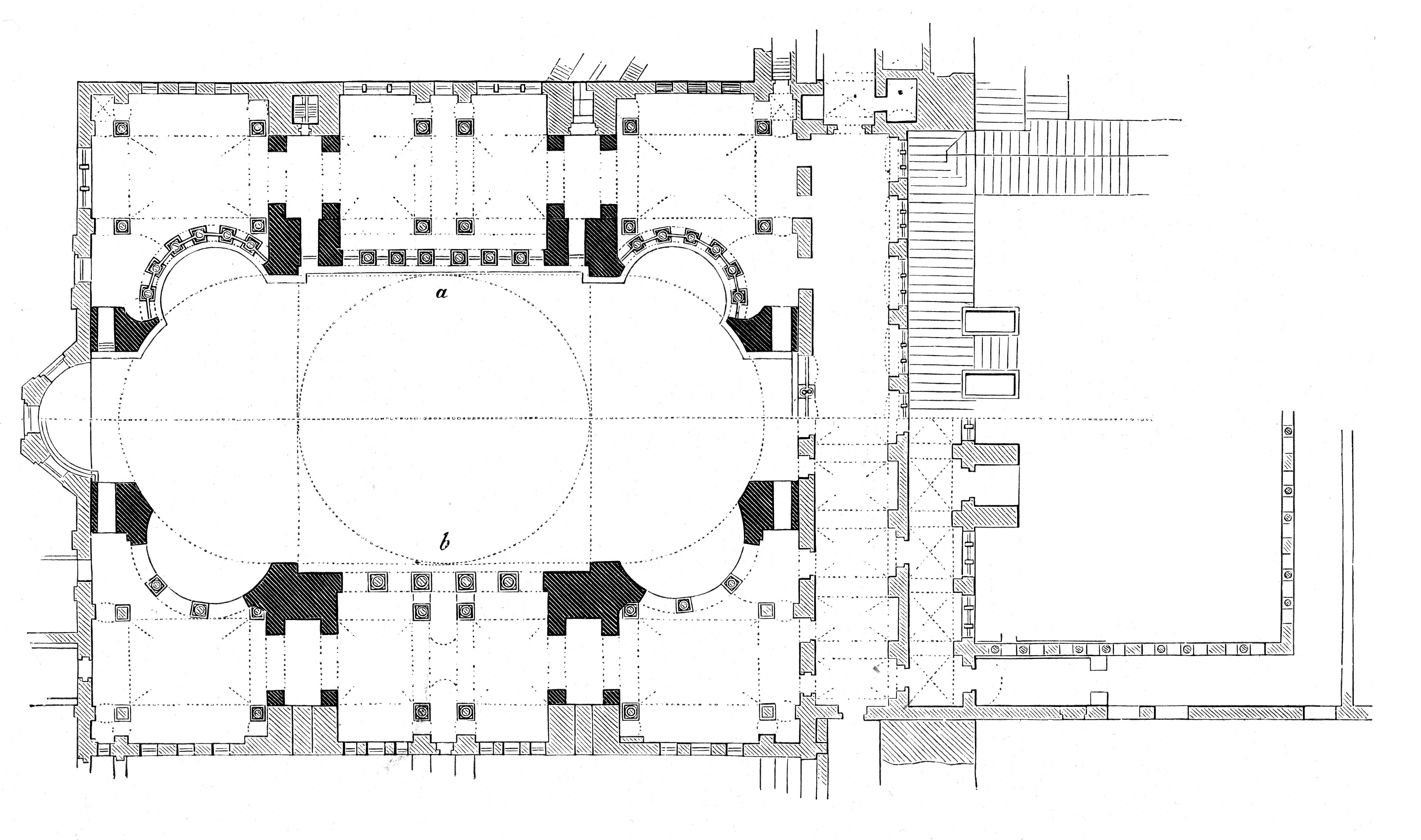
Hagia Sofias nedre plan.

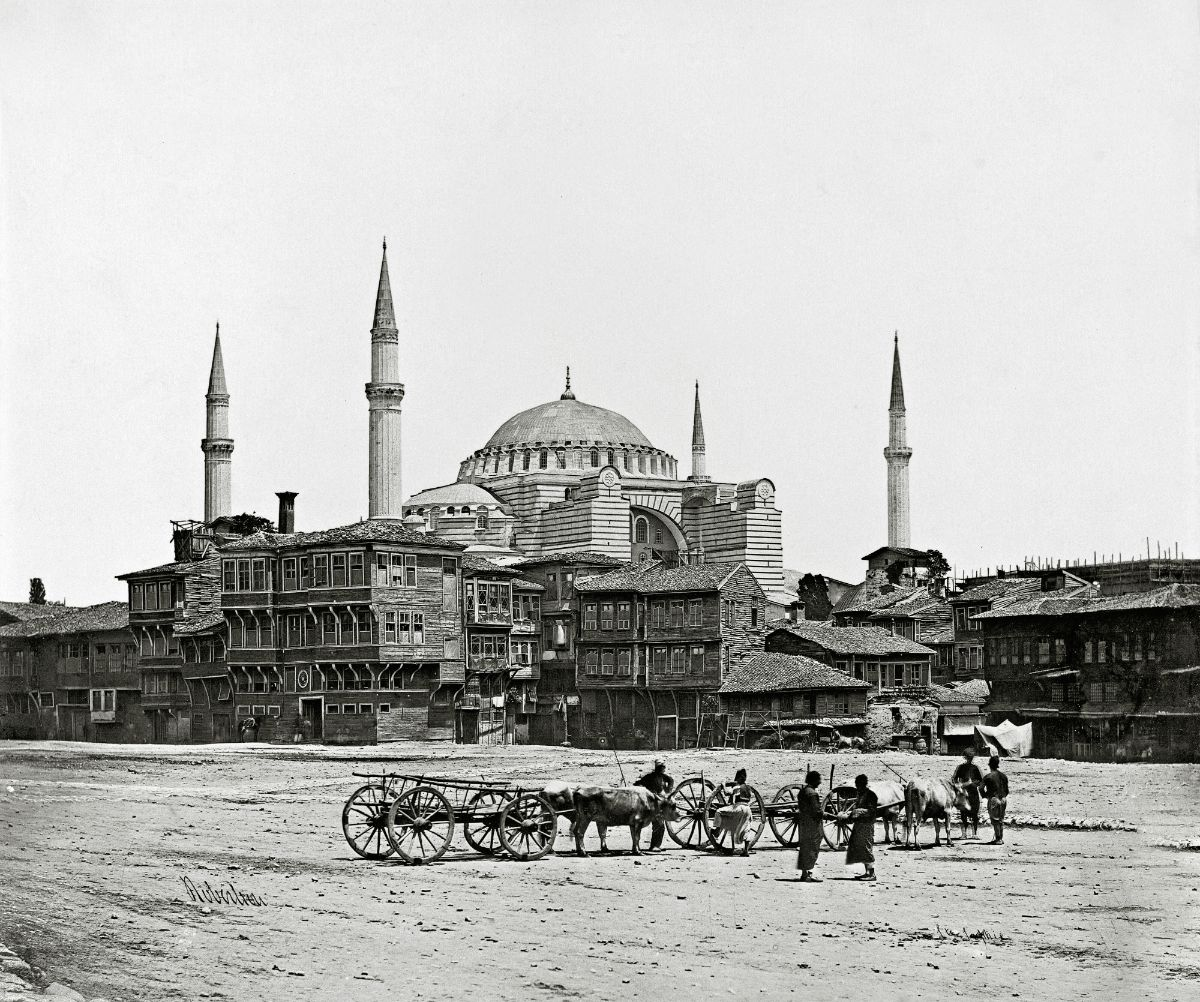
Hagia Sofia 1857.

På Haga Sofias plats stod under antiken ett Apollontempel. Då Konstantin flyttade romerska rikets huvudstad till Bosporen lät han ersätta alla hedniska tempel med kristna kyrkor. På Apollotemplets ruiner grundade han den första kyrkan på platsen, en basilika som färdigställdes av hans son Constantius II och invigdes 360.
Den ursprungliga kyrkan brändes ned av en uppretad folkmassa 404. Theodosius II lät återuppföra kyrkan som återinvigdes 415.
Under Nikaupproret den 15 januari 532 brändes även denna kyrka ned. Sedan Justinianus I slagit ned upproret nöjde han sig inte med att blott restaurera kyrkan, utan ville ersätta den med något i hans mer spektakulära och monumentala smak. Han kallade därför till sig två professorer vid universitetet i Konstantinopel: Anthemios från Tralles, en mekanike, en berömd matematiker med god kunskap i geometri, och Isodoros från Miletos, en mekanopoios, en ingenjör förtrogen med monumenten i Rom och känd som expert på valvslagning.
Anthemius avled redan under det första året men Hagia Sofia kunde sedermera invigas den 27 december 536. Enligt hovpoeten Paulos Silentiaros utropade Justinianus då: 
Gud vare ära, som funnit mig värdig att fullborda detta byggnadsverk. Salomo, jag har överträffat dig!.
Hagia Sofia dominerade stadsbilden och fick omedelbart en mycket central roll i den bysantinska huvudstaden med sin placering vid Konstantintorget intill det kejserliga palatset och hippodromen. Hippodromen och Hagia Sofia blev de byggnader där alla Konstantinopels många stora högtider, festivaler och processioner ägde rum. Båda byggnaderna var enorma och mycket påkostade och tillsammans tjänade de den allsmäktige kejsaren och den ende guden. Hippodromen sägs ha rymt 100 000 människor och Hagia Sofia uppfattades som en gyllene stad med gator, torg, fasader och en egen gyllene stjärnhimmel. Uppskattningsvis arbetade 600 personer vid kyrkan.
Historikern Prokopios beskrev i sin De Aedificiis ("Om byggnadskonsten"): 
Ljuset tycks flöda utifrån men samtidigt alstras inuti. Strukturen är solid, men skänker en känsla av osäkerhet. Kolonnerna utför en rytmisk kordans. Pelarna ter sig som nakna bergstoppar. Valven tycks sväva och kupolen vara upphängd i en gyllene kedja i himlen. Synvinklarna skiftar, medan rumsenheterna följer varandra i en klar sekvens.
Jordbävningar i augusti 553 och 14 december 557 skapade sprickor i den första kupolen som störtade samman helt under ytterligare en jordbävning 7 maj 558 varpå den ersattes av en högre kupol, ritad av Isidoros d.y. och byggd av lättare material (Isidoros d.y. rekonstruerade även klerestorieväggarna). Den nya kupolen reste sig 55,6 meter över marken och inför återinvigningen 23 december 562 författade Paulos Silentiaros en lång dikt som med stor detaljrikedom beskriver Hagia Sofias dåvarande utseende:
[Marmorn var] vårgrön från Krystos och mångfärgad från Frygien där rött och silver lyser som blommor. Krokus glimmar som guld. Mjölk uthälld på svart kött. Blåklint växer i drivor av snö.
Kupolens västra del störtade in 989 och reparerades av den armeniske arkitekten Trdat.
Då storfursten av Kiev, Vladimir, skulle göra sitt trosval skickade han sändebud till Konstantinopel där de en helgdag fördes till Hagia Sofia "och där under de glittrande mosaikerna, i rökelseångorna och vaxljusens sken trodde de bländade unga bojarerna sig se bevingade varelser sväva i luften och höra dem sjunga 'Trishagion': 'Helig, helig, helig är Herren'". Då de återvände till Kiev berättade de:
Vi visste inte om vi var i himlen eller på jorden, ty på jorden finns ingen sådan skönhet. Vi vet inte heller vad vi ska säga, men en sak vet vi: det är att där bor Gud hos människorna...
Sedan fjärde korståget intagit Konstantinopel 1204 och staden hörde till Latinska riket förvandlades den ortodoxa kyrkan till en romersk-katolsk katedral och plundrades på dess många reliker och skatter.
Den östra delen av kupolen rasade 1346. Efter Konstantinopels fall inför osmanerna i maj 1453 red dess erövrare Mehmet II in i staden och begav sig genast till Hagia Sofia. Betagen av dess skönhet beslutade han att omvandla kyrkan till en moské. Han lät sina soldater plundra staden i tre dagar (men förbjöd vandalism av byggnaderna) och gjorde sedan staden till sin nya huvudstad.
Då Topkapipalatset uppfördes blev Hagia Sofia en av Istanbuls så kallade sultanmoskéer och fick det nya namnet Aya Sofya Camisi. För de osmanska härskarna blev det viktigt att överträffa den erövrade kulturens mästerverk och i mitten av 1500-talet lyckades den osmanske arkitekten Mimar Sinan genomföra flera ambitiösa mosképrojekt, bland andra Süleymaniye- och Selimiye-moskéerna i Istanbul, som tydligt inspirerats av Hagia Sofia, men med sina proportioner, menar många, överträffar dess skönhet.
År 1934, under Kemal Atatürk, sekulariserades Hagia Sofia och blev museum. Mosaikerna togs dock inte fram och byggnaden tilläts förfalla.
År 1993 rapporterade Unesco om murbruk som rasade från taken, lortiga marmorplattor, trasiga fönster, fuktskadade målningar och det eftersatta blytaket, och Hagia Sofia hamnade på World Monuments Watchs lista över de hundra mest hotade kulturarven. Sedan dess har en restaurering kontinuerligt pågått och 1998 konstaterade man att taket har lagats och skador som orsakats av fukt och kondens skulle tas i beaktande. Unesco efterlyste också att effekten av det stora antalet besökare skulle undersökas och om möjligt motverkas genom att förbättra ventilationen. Man efterlyste också en restaureringsplan och föreslog en utgrävning av området runt Hagia Sofia i hopp om att mer information om de byggnader som tidigare stod på platsen skulle uppdagas.
Trots att Turkiet, och då i synnerhet Istanbul, är ett av den muslimska världens mest sekulariserade länder, kan Hagia Sofias status fortfarande vara ett känsligt ämne, varför mosaikerna bara tas fram i långsam takt. Hittills har omkring en fjärdedel av mosaikerna restaurerats.
Konservativa religiösa organisationer har hela tiden verkat för att Hagia Sofia åter skulle bli moské. Under 2000-talet har Turkiet, med presidenten Erdoğan, gett de religiösa krafterna större inflytande. År 2013 var Erdoğan tveksam till förändring, men våren 2019 sade han vid ett par tillfällen att tiden var mogen. En grupp religiösa ifrågasatte lagligheten i sekulariseringen som gjordes 1934 och överklagade det beslutet till Turkiets förvaltningsdomstol. Den 10 juli 2020 kom beslutet och domstolen gick på gruppens linje och annullerade beslutet från 1934. President Erdoğan skrev på ett dekret som möjliggör för Hagia Sofia att bli moské. Det kritiserades av Unesco och stora delar av den internationella opinionen, men opinionsundersökningar i Turkiet visar att ungefär tre fjärdedelar stöder förändringen.

## Konstruktion

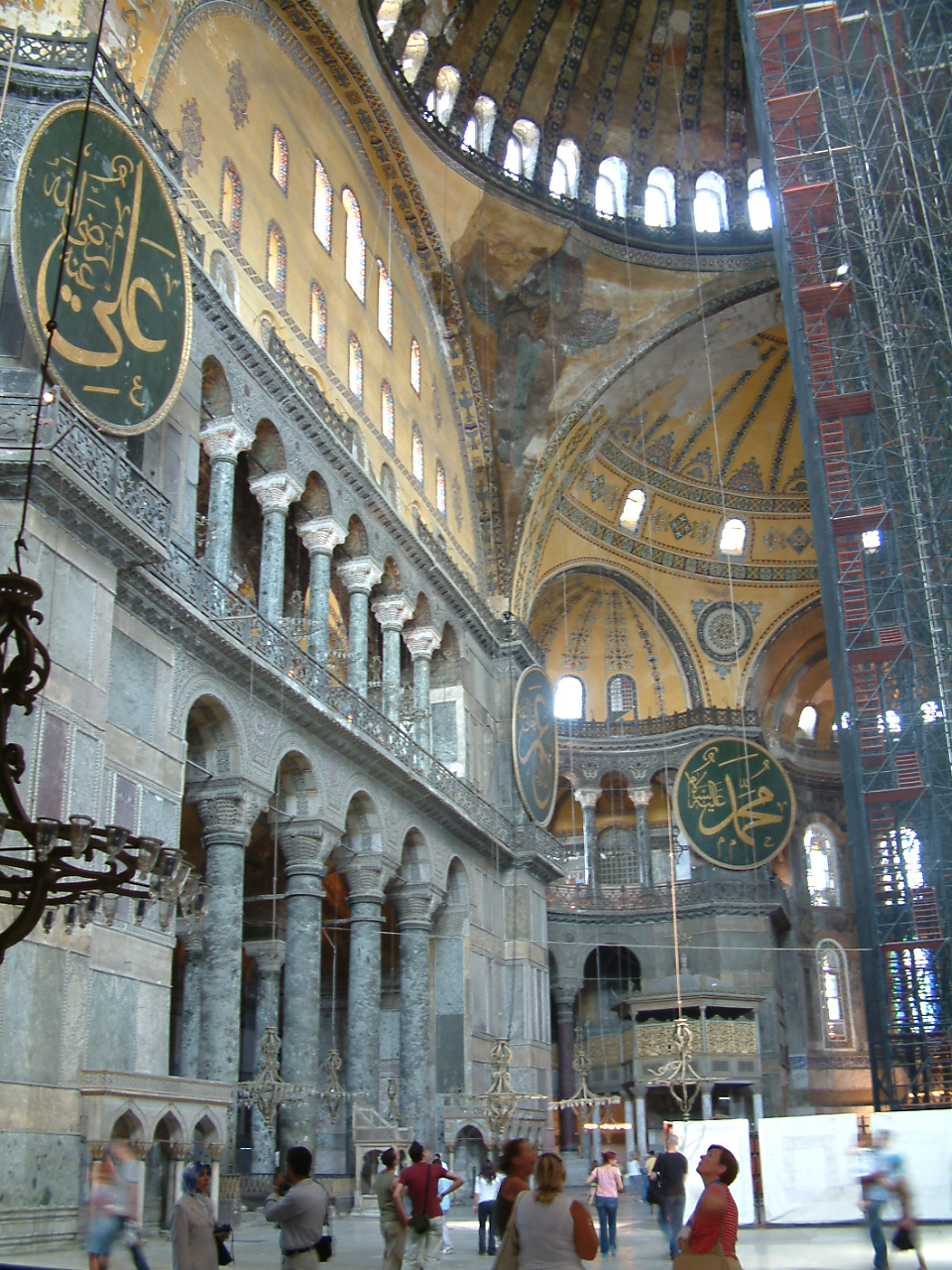
Arkaderna och de många öppningarna i centralrummet.

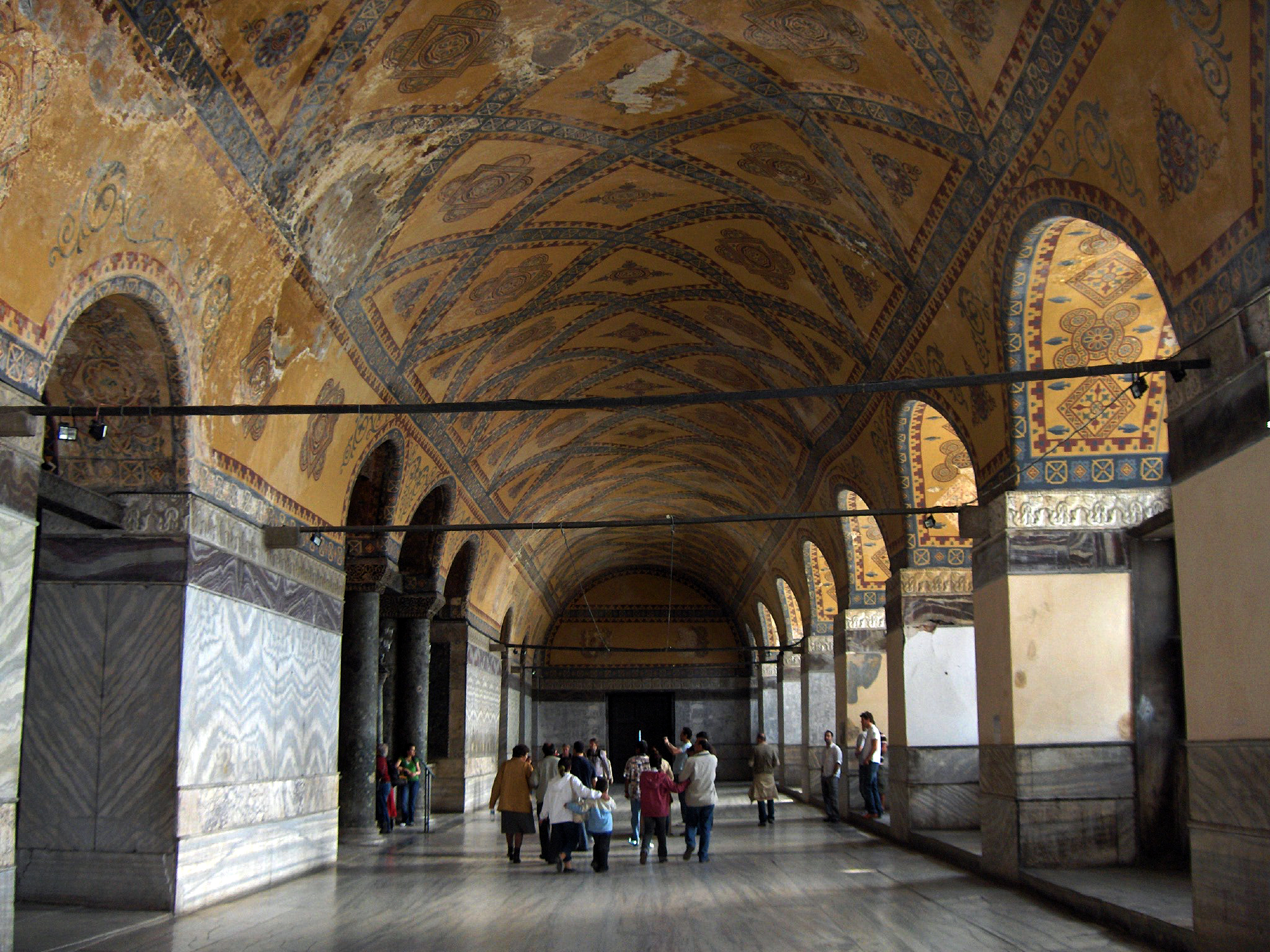
Marmordetaljer i galleriet på övervåningen.

Hagia Sofias plan mäter 77 x 79 meter. Kupolen har en diameter på åtminstone 31 meter och når 56 meter över golvet. Mittskeppet är 38 meter brett, sidoskeppen drygt 18 meter breda. Hagia Sofias plan har projekterats med en bysantinsk hundrafotsenhet som mått och dess proportioner återspeglar arkitekternas geometriska ideal snarare än de statiska krav som den enorma byggnaden ställde.
Trycket från Hagia Sofias enorma kupol upptas av fyra massiva pelare, var och en med en bas på 100 m², som i sin tur stöttas av två par utvändiga strävpelare i norr och söder. De fyra bågar som spänner mellan pelarna bär, tillsammans med de fyra pendentiv som binder dem samman, kupolens cirkulära bas. Kupolen är förstärkt med fyrtio ribbvalv mellan vilka lika många välvda fönster låter dagsljuset flöda in i rummet. Ytterligare ljus strömmar in genom tympanonfältets fönster.
Med sin diameter på 31 meter och höjd på 56 meter är kupolen något mindre än Pantheons i Rom. Kupolen har förstärkts med ribbor utvändigt och invändigt. Den obrutna arkaden av välvda fönster under kupolen gör att den ter sig viktlös och tycks sväva ovanpå de fyra valven. Kupolfönstren symboliserade de 40 martyrerna från Sebasteia och fungerade som skyddshelgon.
De vertikala plan som tympanon bildar tillsammans med sidoskeppens och galleriernas arkader i norr och söder döljer effektivt det massiva bärande systemet av pelare och strävpelare, ett arrangemang som gör att hela rummet ter sig viktlöst. Bågarna i öst och väst avlöses av två halvkupoler som var och en utmynnar i två concher i mittskeppets fyra hörn. I öster avslutar en exedra mittskeppet och i väster mynnar det ut i nartex.
Ursprungligen låg framför ingången ett atrium, en stor kolonnomgiven förgård, med en fontän i mitten och, möjligen, med en ryttarstaty av kejsaren. Från förhallarna leder två ramper i norr och söder till gallerierna på övervåningen. Kryssvalv täcker de i travéer uppdelade förhallarna och gallerierna som omger mittskeppet.
Hagia Sofia var ett djärvt försök att finna en syntes mellan långkyrkan och centralkyrkan. Mittskeppet och sidoskeppen är inskrivna i den kvadrat som yttermurarna bildar. Kupolen och det kvadratiska rummet under den tillsammans med de fyra stora pelarna accentuerar centraliteten. Mittskeppet skapar samtidigt en stark axel mellan narthex och absiden, en axel som förstärks av sidoskeppen. Samtidigt genomkorsas mittskeppet i markplan av det rum som bildas mellan gallerierna i norr och söder.
I exteriören är ackumulationen av kupoler och valv som slutar i den stora huvudkupolen karaktäristisk för den ortodoxa kyrkoarkitekturen. Den sekvens av välvda konstruktionselement som bygger upp det rektangulära centralrummet saknar föregångare i antiken. Inga motsvarigheter till Hagia Sofia finns heller i den senare bysantinska arkitekturen. Istället har den nu förstörda Apostlakyrkan fått stå som modell till många andra bysantinska kyrkor, bland andra Markuskyrkan i Venedig.

## Konst

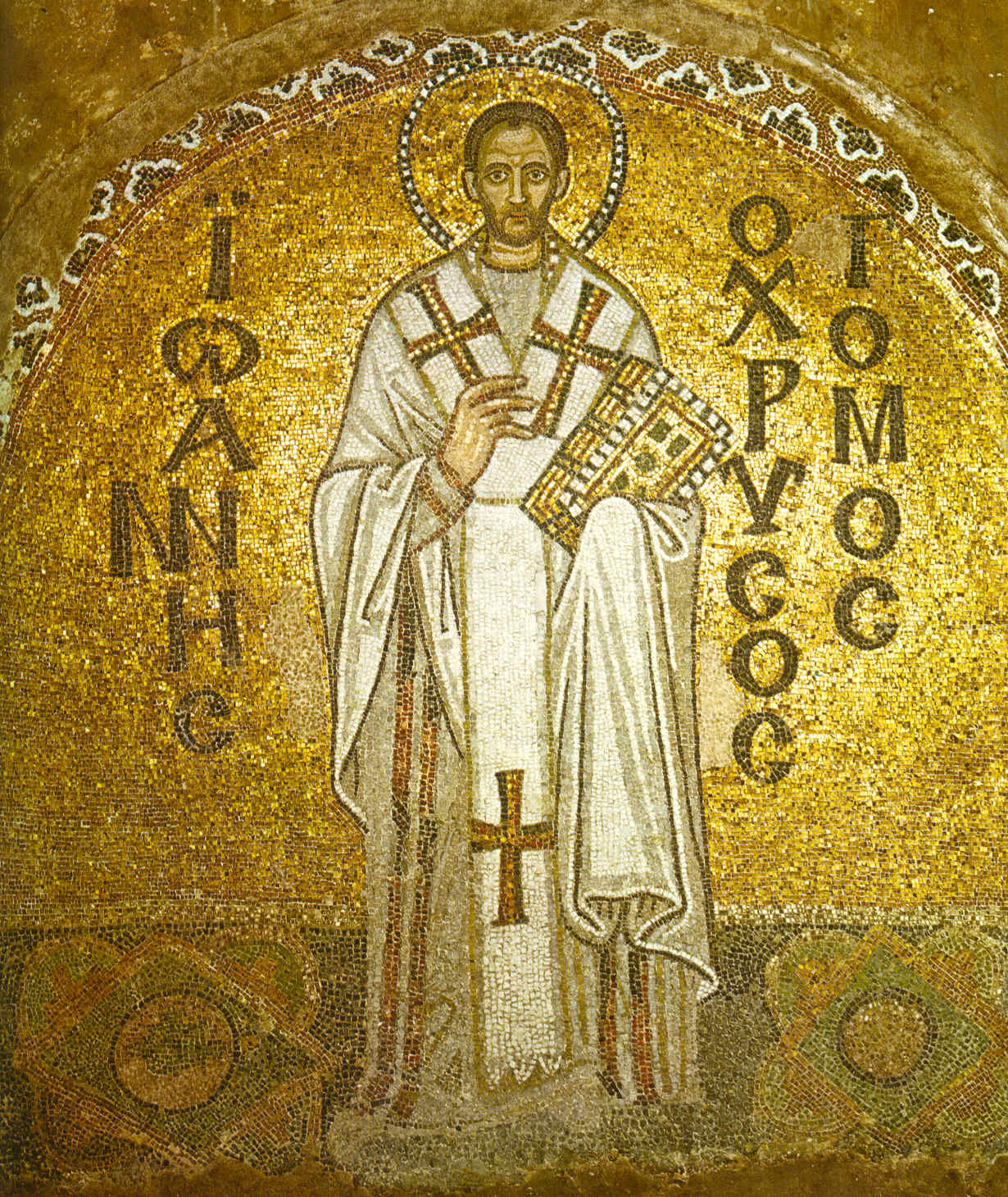
Den grekiske kyrkofadern Johannes Chrysostomos, patriark av Konstantinopel. Mosaik från 800-talet.

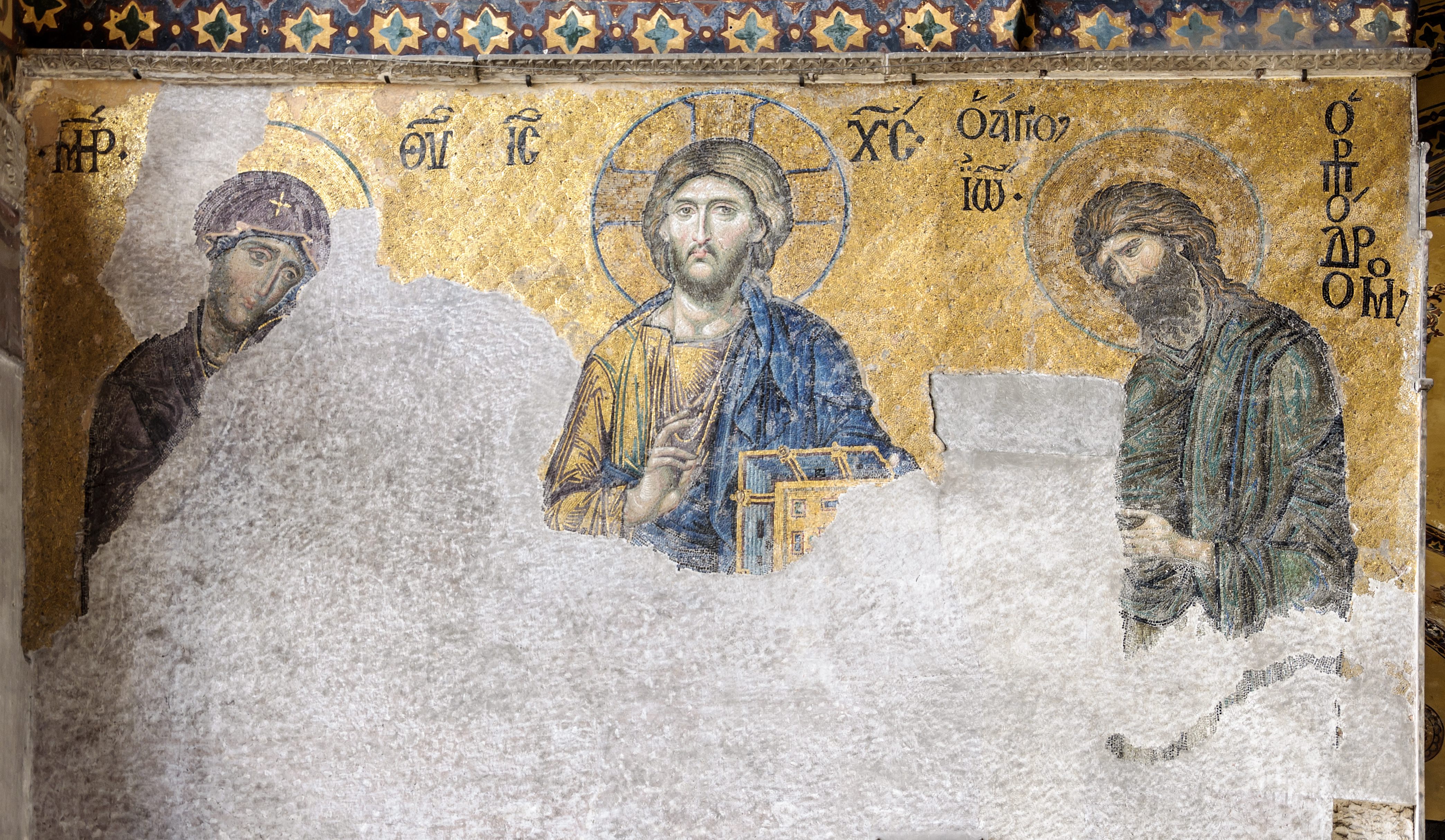
Mosaik från 1100-talet med Kristus tronande intill Jungfru Maria och Johannes Döparen.

Arkadvåningarna är klädda med polykrom marmor och kupolen och valven var ursprungligen täckta med mosaiker - "en stad i marmor under en guldhimmel". Även golven täcktes av polykrom marmor och beskrevs som en blomsteräng eller en Edens trädgård (se citat ovan).
Fönstren placerades för att dagsljuset så effektfullt som möjligt skulle lysa upp mosaikerna tillsammans med det fladdrande skenet från de tusentals ljuslågorna som hängde i kyrkorummet. Varje enskild mosaikkub bestod av bladguld täckt av glas vars ojämnheter förstärkte mosaikernas tindrande verkan. Kuberna vinklades dessutom med stor precision för att maximera det skimrande ljusspelet.
Överallt hängde ljuskronor på olika nivåer ned från taken. Ursprungligen avdelades kyrkorummet med en avdelning för den stående församlingen i väster och sanktuariet i öst. I den östra delen på ett särskilt postament stod en tornliknande ambo, en läspulpet för predikningar, i marmor och silver. Inuti den höll korgossar till och där förvarades de heliga böckerna. Rummet fylldes av ljusreflexer från patriarkens tron, synthronom, som var helt i silver, av silverkolonnaderna i högkoret och av de votivkronor som hängde över altaret, i sig täckt av guld och ädelstenar och krönt av ett kors. Ovanför altaret hängde sidenförhängen med broderade bilder av Kristus Pantokrator i mitten av en tredelad arkad flankerad av Petrus och Paulus, scener från kejserliga välgörenhetsinrättningar, Gudsmodern omgiven av kejsarparet, Kristi underverk, etc.

### Islamisk konst

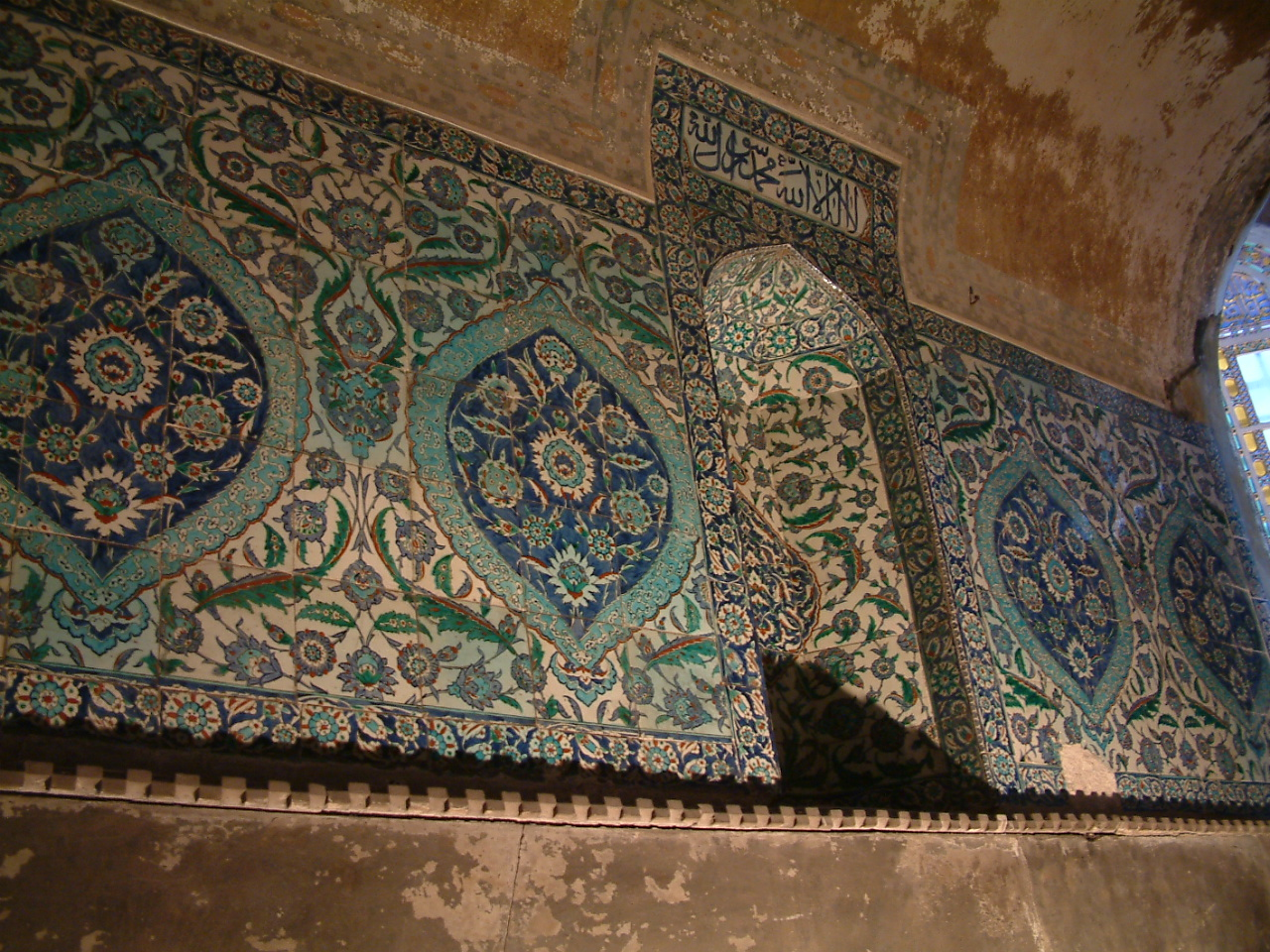
Målade islamiska kakelplattor i Hagia Sofia.

Sedan Hagia Sofia blivit en moské täcktes mosaikerna över och ersattes med de dekorativa mönster som fortfarande täcker stora delar av interiören.
Hagia Sofia var Istanbuls viktigaste moské under närmare 500 år och var en viktig förebild för många andra osmanska moskéer i staden, som till exempel Zehzade-, Süleymaniye-, Rüstem Paşa-moskéerna och Blå moskén.
De stora skärmar med kalligrafi som prydde moskén hänger fortfarande kvar.
När Hagia Sofia gjordes om till moské byggdes även fyra minareter vid byggnadens fyra hörn. En av minareterna är byggd i tegel, de andra tre i sten. Från minareternas balkonger kallade böneutroparen (muezzin) till bön då moskén var aktiv.

## Övrigt
- På första våningens balustrader kan ses runristningar av fornnordiska namn som sägs vara utförda av de varjager eller väringagardet som tjänstgjorde i Konstantinopel.